# Стил, Томми
Сэр Томас Хикс (англ. Thomas Hicks род. 17 декабря 1936, Бермондси, Лондон, Англия, Великобритания), профессионально известный как Томми Стил, — британский певец, считающийся первым британским кумиром подростков и звездой рок-н-ролла. Он занял первое место в британском хит-параде с песней "Singing the Blues" в 1957 году, и The Tommy Steele Story стала первым альбомом исполнителя, занявшим 1-е место в его родной стране. Кавалер Ордена Британской империи.
Как актёр он поучаствовал в съёмках таких фильмов, как «Полпенса» (Half a Sixpence), «Счастливейший миллионер» (The Happiest Millionaire) и «Радуга Финиана». Он также является автором песен, писателем и скульптором.
В 1959 году Стил приезжал в СССР на Московский кинофестиваль (на премьеру автобиографического фильма).
В 2012 году Стил был одним из культурных символов, выбранных поп-художником сэром Питером Блейком для участия в "Vintage Blake", монтаже, посвященном 80-летию Блейка.

## Дискография
- См. статью «Tommy Steele § Discography» в английском разделе.

## Фильмография
- См. статью «Tommy Steele § Filmography» в английском разделе.